# Eugenia dodoana
Espèce
Eugenia dodoana Engl. & Brehmer est une espèce de plantes à fleurs de la famille des Myrtaceae et du genre Eugenia. C'est un arbuste endémique du Cameroun.

## Étymologie
Son épithète spécifique dodoana fait référence à la localité de Dodéo (Région de l'Adamaoua), où elle a été récoltée en mars 1909, à une altitude d'environ 1 400 m par Carl Ludwig Ledermann.

## Description
C'est un arbuste dont la hauteur est comprise entre 5 et 7 m.